# Crône
Crône – potok we Francji, przepływający przez teren departamentu Côte-d’Or, o długości 13,7 km. Stanowi dopływ rzeki Tille. 

## Geografia
Potok ma długość 13,7 km. Swoje źródło ma w Binges, a uchodzi do Tille w Pluvault.

## Gminy nad Crône
Crône przepływa przez: Binges (źródło), Remilly-sur-Tille, Cessey-sur-Tille, Labergement-Foigney, Beire-le-Fort, Longeault, Pluvault (ujście). Wszystkie gminy znajdują się w departamencie Côte-d’Or.